# South San Francisco (BART)
South San Francisco es una estación en las líneas Pittsburg/Bay Point–SFO/Millbrae y Richmond–Millbrae del BART. La estación se encuentra localizada en 1333 Mission Road en South San Francisco, California. La estación South San Francisco fue inaugurada el 22 de junio de 2003. El Distrito de Transporte Rápido del Área de la Bahía es la encargada por el mantenimiento y administración de la estación.

## Descripción
La estación South San Francisco cuenta con 2 plataformas centrales y 2 vías. La estación también cuenta con 3,500 de espacios de aparcamiento.

## Conexiones
La estación es abastecida por las siguientes conexiones de autobuses: 
- SamTrans

122 

130 

132 

133 

390 